# ホウネンエビ
ホウネンエビ（豊年蝦）は、水田などに発生する小型の甲殻類である。タキンギョ、オバケエビなどとも呼ばれる。

## 特徴
ホウネンエビは、節足動物門 甲殻亜門 鰓脚綱（ミジンコ綱）サルソストラカ亜綱 無甲目（ホウネンエビ目）に属する小型の動物である。日本では初夏の水田で仰向けに泳いでいるのがよく見かけられる。
体は全体的に細長く、体長は15 - 20ミリメートル程度。身体を支えるような歩脚をもたず、分類名が示すように鰓脚と呼ばれる呼吸器を備えた遊泳脚のみをもつ。体色は透明感のある白色だが、緑を帯びた個体、青みを帯びた個体も見られる。頭部には左右に突き出した1対の複眼と触角、口器をもつ。第一触角は糸状で頭部の前方へ短く伸びる。第二触角は雌では小さく、雄では繁殖時に雌と連結するための把握器として大きく発達している。雄の頭部の大きさの半分程もあるので、雌雄の区別は一目で分かる。
頭部に続く体は多数の鰓脚をもつ胸部と、鰓脚のない腹部に分かれる。胸部は10節以上あり、各節に1対ずつほぼ同じような形状の鰓脚がつく。雌では胸部の最後部に卵の入る保育のうがあり、腹部に沿って突出する。腹部は細長く、最後に一対の尾叉がある。尾叉は木の葉型で平たく、鮮やかな朱色をしている。
通常は腹面を上に向けた仰向けの姿勢で、水面近くや中ほどの位置でその姿勢を保ってあまり動かないか、ゆっくりと移動しているのがみられる。常に鰓脚を動かし、餌は鰓脚を動かした水流で、腹面の体軸沿いに植物プランクトンなどの有機物を含む水中の懸濁物を口元に集めて摂食している。
外敵が近づいた時などには瞬間的に体を捻って、跳躍するように水中を移動することがある。その行動は素早く、また体色が周囲に紛れやすいことから、捕獲は意外と難しいが、走光性があるので、夜に照明を当てると比較的容易に捕獲できる。

## 生活史
水田の土中で休眠していた卵は春、水が張られた後水温が上昇すると一斉に孵化する。最初の幼生はノープリウスと呼ばれる形態で体長1ミリメートルたらず、やや赤みを帯びた体色で、三対の付属肢をもつ。その後幼生は脱皮を繰り返し、次第に体節と鰓脚を増やし細長く成長すると同時に、遊泳に用いられた第二触角は小さく目立たなくなって、成体と同じ姿となる。
繁殖時には、雄は雌の後方から追尾し、把握器を伸ばして雌と連結する。把握器の先端は枝状に分かれた複雑な形状になっており、雌の身体に雄の身体をしっかりと固定することができる。雌を把握した雄は体を曲げて交接し、その後もしばらく連結したままで生活する。
受精卵は保育のうに保持された後水底にばら撒かれ、成体はその後死亡する。卵はすぐに孵化することはなく、土中で卵の状態のまま翌年春の孵化に好都合な環境になるまで休眠し、秋冬季の乾燥と低温に耐える。
この卵はそのような悪条件下でも長期生存が可能であり、このような特徴を「クリプトビオシス」とよぶ。この性質は、クマムシやネムリユスリカなどと同様に二糖類のトレハロースを含有することが深く関与している。

### 生活史の変異に関する研究
ホウネンエビの生活史形質は隣接する田んぼ間でも大きく変異する。安井行雄（香川大学農学部教授）は、日本の京都府に位置する棚田（約1200 mにわたる谷間に点在する約100枚の水田のうち31箇所）において、隣接する水田間でホウネンエビの生活史特性（成長パターン・成体サイズ・蔵卵数）に著しい差異が存在することを報告した。安井は谷の上流部と下流部では水量や水温のような自然条件が異なることに加え、日本の小規模な稲作では隣接する田んぼでも所有者が異なり、それぞれの個人的事情によって耕作方法が大きく異なることに注目した。例えば専業農家はいつでも田植えができるが、兼業農家は5月の連休にしかできない、その他、稲の品種や栽培目的（食用や飼料用、藁採取など）によっても耕作時期や薬剤使用の有無や量が異なる。1999～2000年の3～7月に74回の徒歩調査を行い、総計3209匹の成体を採集し計測したところ、たった1kmほどの範囲で注水と排水（中干し）の時期、すなわち水が張られている期間（湛水期間）は47日から86日と大きく異なった。この期間内にのみホウネンエビは成長繁殖が可能であり、その長さに合わせた生活史形質が観察された。
水田区画ごとに湛水期間が短い場所（谷の河口付近）では、短期繁殖型（short-reproducing type, SR型）として、個体は短期間で成熟するが小型成体（体長20mm前後）に達するとそれ以上成長せず、一気に卵を産みきって寿命を終える傾向がみられた。水がいつ干上がるかわからない不確かな状況で少しでも確実に子を残す「保守的なベットヘッジング戦略」(conservative bet-hedging:リスク回避)を取っているものと考えられる。一方、湛水期間が長い場所（谷の最上流部）では、長期繁殖型（long-reproducing type, LR型）として、小型の成体に達し少量の産卵を開始した後も成長を続け、最終的に最大サイズ（体長30mm超）に達し大量の卵を産むパターンが確認された。水が安定的に存在するので適応度の最大化を図っている一方で、小サイズのうちから産卵していることで万が一水が早期になくなったときでも子が残るリスク分散（多様化したベットヘッジング戦略：diversified bet-hedging）をしていると考えられた。これらの変異は、環境の不確実性に応じたベットヘッジング戦略や、表現型可塑性、あるいは遺伝的分化によるものと考察されている。
この研究は、隣接するごく狭い空間スケールでも生活史戦略に大きな多様性が存在し、農地環境における微小環境の変動が個体群進化や分化に与える重要な影響を示唆する成果である。

## 名称など
和名のホウネンエビは豊年蝦の意味で、これがよく発生する年は豊年になるとの伝承に基づく。ホウネンウオ、ホウネンムシの名も伝えられる。ホウネンエビの名は、上野益三が本種を図鑑に収録する際に、ホウネンウオの名を元にして、魚ではないからと蝦に変えたものらしい（参考文献の上野(1973)にその旨の記述がある）。地域によってはタキンギョ（田金魚）という呼び名もあるようである。尾が赤いのを金魚にたとえたことによるらしい。
近年では子供たちからオバケエビ（お化け蝦）と呼ばれていることもある。これは、その姿からの連想と共に、子供向けの科学雑誌が、アルテミアの飼育セットを販売する際にこれを「オバケエビ」と呼んだことに基づくようである。英名のFairy shrimpもこれに通ずるものがある。
兵庫の地方では、メロンスイスイ、レモンスイスイ、エビフライとも呼ばれている。
ホウネンエビの学名は「Branchinella kugenumaensis (Ishikawa, 1895) 」といい、農科大学（帝大農学部の前身）の石川千代松博士が命名した。明治25年（1892年）7月から8月にかけて神奈川県高座郡鵠沼村（現藤沢市鵠沼地区）の海岸の砂地に、雨で一時的に出来た水溜まりで、同じ鰓脚綱のミスジヒメカイエビと一緒に発見され、『動物学雑誌』第7巻（1895年）に英文で報告されている。石川が記載した学名は最初「Branchipus kugenumaensis」だったが、その後「Branchinella kugenumaensis」と属名が変更された。属名の「Branchinella」は「鰓脚（さいきゃく）類の」という意味で、このホウネンエビが「鰓（えら）状の脚」をもっていることを示している。なお、中国ではこの学名から「鵠沼枝額蟲」とも呼ばれている。

## 利用、生活との関わり
水産上の利用はなく、同所的に生息する同じ鰓脚綱のカブトエビ類が水田の除草役とされる事があるのとはちがい、農業に有用な動物として利用されることもないが、人やイネに害を与えることもない無害な生物である。
このように、人間との関わりのほとんどない小動物であるが、水田に多数発生しその姿が興味を引いたためか、前述のように各地に呼び名が残るなど古くから存在は知られていた。江戸時代には観賞用に取引されたこともあったようだが、寿命が短いので採集して水槽にいれても長くは観賞できない。ただし現代では、卵が乾燥に耐える性質を利用して、前述のアルテミアやカブトエビ同様、乾燥卵を梱包した飼育キットが玩具として販売されることがある。

## 無甲目（ホウネンエビ目）について
ホウネンエビ(Branchinella kugenumaensis)は無甲目ホウネンエビ科に属する。この目には、他にアルテミアなども含まれる。日本にはホウネンエビが最も広く分布しており、他にキタホウネンエビ Circephalopsis uchidai Kikuchiが北海道から知られている。海外では温帯を中心に多くの種があり、アメリカでは、分布域の狭い種などに絶滅を危惧されているものがある。
共通する性質として、魚類の生息しない、時折干上がるような浅い池や一時的な水たまりに生息する。中には数年に一度しか雨が降らない場所で見られる種もあり、有名な生息場所として、オーストラリアにあるウルル（エアーズロック）頂部の窪みで、水たまりができて、干上がるまでの間に、孵化から産卵までを済ませてしまうものが挙げられる。
ほとんどの種は日本のホウネンエビ同様に水中の懸濁物を摂食する小型の濾過食者だが、北アメリカに住むBranchinecta gigasは体長が10cmにも達し、同所的に生息する他種のホウネンエビ類や小型の無脊椎動物を食べる捕食者である。